# Nelly Omar
Nilda Elvira Vattuone (Guaminí, 10 de setembre de 1911 - Buenos Aires, 20 de desembre de 2013), més coneguda en l'àmbit artístic pel seu pseudònim Nelly Omar, va ser una cantant, actriu i compositora argentina de tango i folklore.
A pesar que va iniciar la seva carrera artística el 1924, el seu període d'esplendor va ocórrer en els anys 1930 i 1940, en els quals es va destacar per les seves versions de «Callecita mia», «Solo para tí», «Latido tras latido» i «Intriga y pasión». Se li va atribuir l'apel·latiu de «La Gardel con polleras» per la seva qualitat de veu i estil interpretatiu en el cant. Paral·lelament va desenvolupar una breu carrera cinematogràfica en pel·lícules com Canto de amor (1940), Melodias de América (1942) i Mi vida por la tuya (1951). Va mantenir una relació sentimental amb el compositor Homero Manzi, que li va dedicar el tango «Malena» encara que Omar va assegurar que «Sud» i «Solament ella» també estan inspirats en ella.
El 1955, després que el govern de Juan Domingo Perón fos enderrocat en la Revolució Libertadora de 1955, Omar va haver d'exiliar-se i abandonar la seva professió temporalment. Cap a la dècada de 1960 va tornar de nou a Argentina i va continuar actuant esporàdicament fins que la seva carrera va ressorgir en els anys de 1990.
Va rebre múltiples premis i honors cap al final de la seva vida, com la designació de Ciutadana il·lustre de la Ciutat de Buenos Aires el 1996 i Ambaixadora del Tango en 2010. També va rebre altres premis com l'Arrel en 2007, el Clarín Espectacles en 2009 i el Pablo Podestá en 2010.

## Filmografia
- 1940: Canto de amor
- 1942: Melodías de América
- 1951: Mi vida por la tuya
- 2008: Café de los maestros
- 2014: Nelly Omar Cantora Nacional (en pre producción)

## Discografia parcial

### Principals àlbums
- 1972: "Farol de los gauchos" - ODEON
- ????: "Misterio... y canción" - RCA
- ????: "La voz diferente" - RCA
- ????: "Nelly Omar" - EMBASSY
- 1977: "Desde el alma" - EMBASSY
- 1978: "Tristeza criolla" - EMBASSY
- 1981: "Colección Musical - Rosa de otoño - Francisco Canaro canta Nelly Omar" - EMI ODEON
- 1989: "Nelly Omar con las guitarras de José Canet" - MAGENTA
- 1994: "La mariposa" - MAGENTA
- 1994: "El día que me quieras" - DISGAL S.A.
- ????: "Nelly Omar y su conjunto de guitarras" - MAGENTA
- ????: "Lo mejor de Nelly Omar" - GALATEA
- 1998: "Por la luz que me alumbra" - MAGENTA
- 2003: "Por la luz que me alumbra" - MAGENTA
- 2004: "Florencio Fiorentino / Nelly Omar" - EL BANDONEON
- 2005: "La Gardela" - SONY/BMG
- ????: "Catedral al sur"
- 2007: "La criolla" - POL
- 2007: "Desde entonces" - EMI ODEON
- 2007: "Nelly Omar DVD/CD" - MAGENTA
- 2007: "El día que me quieras" - MAGENTA
- 2009: "Temas radiales, Vol.1" - DISTRIBUIDORA BELGRANO NORTE
- 2009: "Sentimiento gaucho" - MAGENTA
- 2011: "Nobleza de arrabal" - MAGENTA
- 2011: "Desde el alma" - MAGENTA
- 2011: "Muchacho" - MAGENTA
- 2011: "Temas radiales, Vol.2" - DISTRIBUIDORA BELGRANO NORTE